# Gavião (Alentejo)
Gavião [ɡɐviˈɐ̃u]  ist eine  Kleinstadt (Vila) und ein Kreis (Concelho) in Portugal mit 3394 Einwohnern (Stand 19. April 2021).

## Geschichte
Die Römer siedelten hier, motiviert durch die fruchtbaren Böden. Der heutige Ort entstand im Verlauf der Reconquista und der mit ihr zusammenhängenden Neubesiedlungspolitik im 12. und 13. Jahrhundert. Eine Burg wurde hier angelegt, und König Sancho I. gab das Gebiet an den Hospitaliterorden. König Manuel I. erteilte dem Ort 1519 Stadtrechte. Der seither eigenständige Kreis wurde 1895 aufgelöst und Nisa angegliedert, um seit 1898 wieder Sitz eines eigenen Kreises zu sein.

## Kultur und Sehenswürdigkeiten
Das Museum Museu do Sabão zeigt die Geschichte der Seife und die Tradition der Seifenproduktion im Kreis. Im Dorf Domingos da Vinha, in der Gemeinde Belver, widmet sich das Heimatmuseum Museu de Domingos da Vinha den lokalen Traditionen des Landlebens.
In der 1194 errichteten und 1390 umgebauten Burg Castelo de Belver werden Mittelaltermärkte veranstaltet. Unterhalb der Burg liegt das Flussschwimmbad (port.: Praia fluvial) der Quinta do Alamal. Bademöglichkeiten bestehen auch am Stausee Barragem de Belver. Am 1952 gebauten Staudamm sind auch Angeln und zahlreiche Wassersportarten möglich, darunter Windsurf und Segeln.
Zu den Baudenkmälern von Gavião gehören eine Reihe Sakralbauten, zwei Steinbrunnen, ein Wohnblock des sozialen Wohnungsbaus, und verschiedene historische Wohnhäuser und öffentliche Gebäude, darunter das Kinogebäude. Der historische Ortskern steht zudem als Ganzes unter Denkmalschutz.

## Verwaltung

### Kreis
Gavião ist Verwaltungssitz eines gleichnamigen Kreises. Die Nachbarkreise sind (im Uhrzeigersinn im Norden beginnend): Mação, Nisa, Crato, Ponte de Sor sowie Abrantes.
Mit der Gebietsreform vom 29. September 2013 wurden die Gemeinden (Freguesias) Gavião und Atalaia zur neuen Gemeinde União das Freguesias de Gavião e Atalaia zusammengefasst. Der Kreis besteht seither aus den folgenden vier Gemeinden:

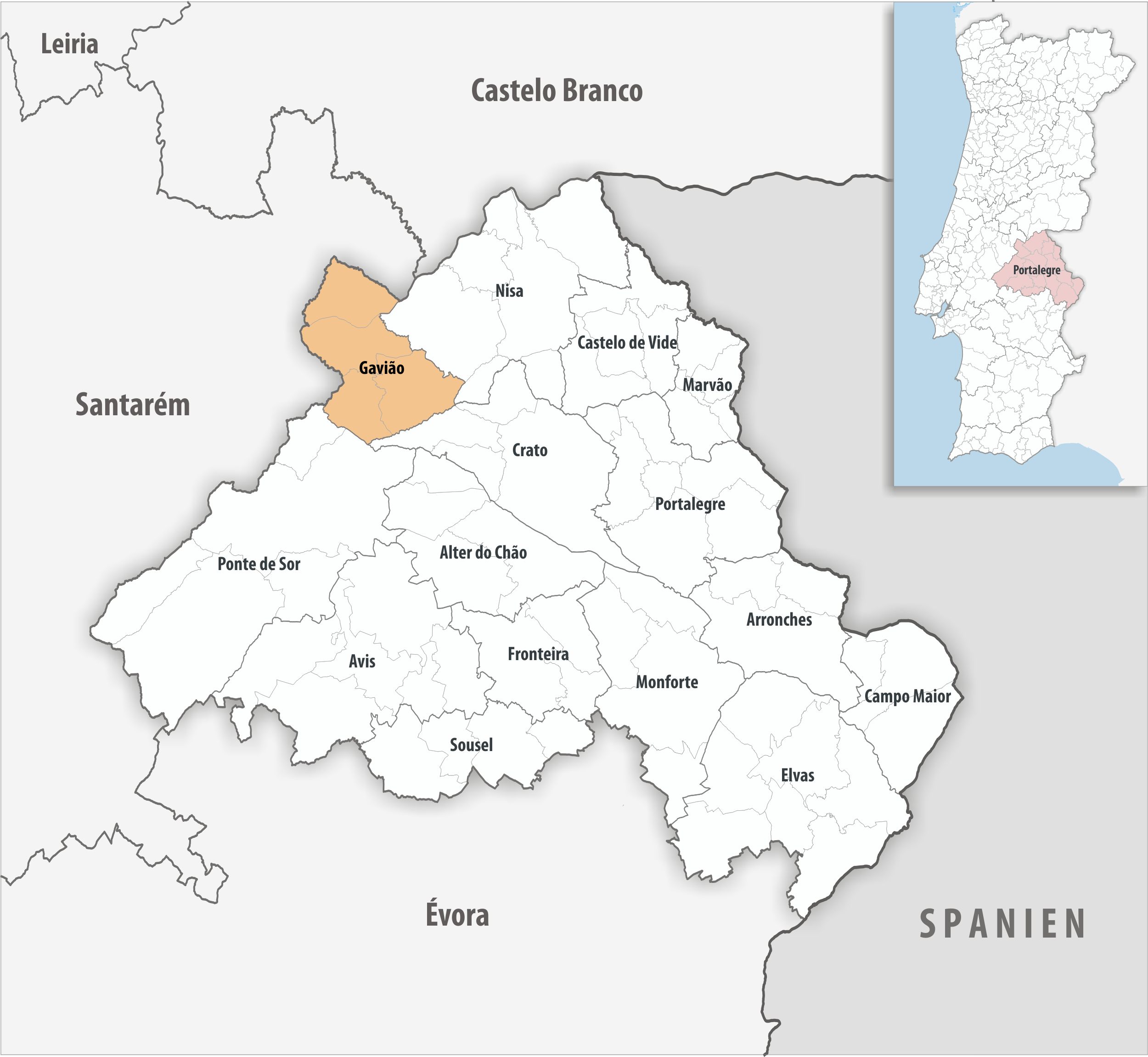
Kreis Gavião

| Gemeinde         | Einwohner (2021) | Fläche km² | Dichte Einw./km² | LAU- Code |
| ---------------- | ---------------- | ---------- | ---------------- | --------- |
| Belver           | 560              | 69,84      | 8                | 120902    |
| Comenda          | 692              | 90,02      | 8                | 120903    |
| Gavião e Atalaia | 1.501            | 77,88      | 19               | 120906    |
| Margem           | 641              | 56,85      | 11               | 120905    |
| Kreis Gavião     | 3.394            | 294,59     | 12               | 1209      |

### Bevölkerungsentwicklung
| Einwohnerzahl im Kreis Gavião (1801–2011) | Einwohnerzahl im Kreis Gavião (1801–2011) | Einwohnerzahl im Kreis Gavião (1801–2011) | Einwohnerzahl im Kreis Gavião (1801–2011) | Einwohnerzahl im Kreis Gavião (1801–2011) | Einwohnerzahl im Kreis Gavião (1801–2011) | Einwohnerzahl im Kreis Gavião (1801–2011) | Einwohnerzahl im Kreis Gavião (1801–2011) | Einwohnerzahl im Kreis Gavião (1801–2011) | Einwohnerzahl im Kreis Gavião (1801–2011) |
| ----------------------------------------- | ----------------------------------------- | ----------------------------------------- | ----------------------------------------- | ----------------------------------------- | ----------------------------------------- | ----------------------------------------- | ----------------------------------------- | ----------------------------------------- | ----------------------------------------- |
| 1801                                      | 1849                                      | 1900                                      | 1930                                      | 1960                                      | 1981                                      | 1991                                      | 2001                                      | 2004                                      | 2011                                      |
| 1462                                      | 3793                                      | 6462                                      | 9168                                      | 10049                                     | 6850                                      | 5920                                      | 4887                                      | 4453                                      | 4132                                      |

### Kommunaler Feiertag
- 23. November

## Söhne und Töchter der Stadt
- Eusébio Leão (1864–1926), Freimaurer, Arzt und republikanischer Politiker
- Francisco Rolão Preto (1893–1977), monarchistischer Politiker, rechter Gegner der Salazar-Diktatur